# Don't You Fake It
Don't You Fake It es el primer álbum de estudio de la banda estadounidense de rock alternativo The Red Jumpsuit Apparatus. Fue lanzado el 18 de julio de 2006 a través de Virgin Records y fue producido por David Bendeth. El título está tomado de una línea de la pista inicial, "In Fate's Hands". El álbum obtuvo críticas mixtas por parte de los críticos. Don't You Fake It debutó en el puesto 25 del Billboard 200 y generó tres sencillos: "Face Down", "False Pretense" y "Your Guardian Angel". Para promocionar el disco, la banda realizó una gira por Norteamérica con apariciones en festivales de música.

## Lanzamiento y promoción
El 4 de marzo de 2006, se publicó "Face Down" en el perfil de Myspace de Red Jumpsuit Apparatus. Tres días después se lanzó un vídeo musical de la canción. En mayo de 2006, aparecieron en el festival The Bamboozle. Don't You Fake It estuvo disponible para transmisión a través de AOL el 17 de julio de 2006, antes de ser lanzado un día después. Hicieron una gira como cabeza de cartel por Estados Unidos en agosto y septiembre de 2006, donde fueron apoyados por Monty Are I, y luego aparecieron en el festival Bamboozle Left. El 26 de enero de 2007, el vídeo musical de "False Pretense" se publicó en línea. En febrero y marzo de 2007, la banda encabezó el Take Action Tour de ese año. "False Pretense" impactó la radio el 13 de marzo de 2007. El álbum fue relanzado el 20 de marzo. Después de esto, aparecieron en el festival The Bamboozle. From late June to late August, the band went on the 2007 edition of Warped Tour. Desde finales de junio hasta finales de agosto, la banda participó en la edición 2007 del Warped Tour. "Your Guardian Angel" fue lanzado a la radio el 7 de agosto. En octubre y noviembre, la banda realizó una gira por Estados Unidos con Amber Pacific y New Years Day. En abril de 2008, la banda realizó una gira acústica por Estados Unidos, denominada Unplugged and Unaffected. A principios de mayo, la banda apareció en la edición de 2008 del festival Bamboozle.

## Recepción
Un escritor de Alternative Addiction calificó la musicalidad general de la banda como "un híbrido delicioso de los mejores rasgos asociados con bandas como Underoath, Story of the Year y The All American Rejects", y concluyó que "TRJA puede carecer de innovación, pero impulsa todo lo correcto". botones en términos de fusionar géneros de rock populares". el álbum, pero sintió que el sonido general recordaba demasiado a contemporáneos como Jimmy Eat World y The Used, y concluyó que "no es suficiente para eliminar el sabor genérico que queda en la boca al final. Es posible que la banda no esté fingiendo nada". , pero ni siquiera la seriedad siempre es suficiente". Chad Grischow de IGN dijo que había "más promesa que sustancia en su debut", elogiando la interpretación vocal de Ronnie Winter y las pistas por contener "un poderoso golpe de rock con fuerza". -Riffs de guitarra estridentes y ritmos contundentes que respaldan sólidos ganchos emo", pero dijo que "encaja demasiado cómodamente entre los cientos de otros lanzamientos de pop-punk y emo del verano". Ciertamente no es el peor de ellos, pero tampoco es el mejor." Concluyó que "en el estado superpoblado del género, su debut no logra causar sensación".

## Lista de canciones
Todas las canciones escritas y compuestas por Ronnie Winter, excepto donde se indique. 
| N.º | Título                     | Duración |  |
| 1.  | «In Fate's Hands»          | 3:27     |  |
| 2.  | «Waiting»                  | 2:56     |  |
| 3.  | «False Pretense»           | 2:27     |  |
| 4.  | «Face Down»                | 3:10     |  |
| 5.  | «Misery Loves Its Company» | 3:14     |  |
| 6.  | «Cat and Mouse»            | 3:27     |  |
| 7.  | «Damn Regret»              | 2:44     |  |
| 8.  | «Atrophy»                  | 3:16     |  |
| 9.  | «Seventeen Ain't So Sweet» | 3:20     |  |
| 10. | «Justify»                  | 3:26     |  |
| 11. | «Your Guardian Angel»      | 3:51     |  |

| Edición de lujo |                                |          |  |
| N.º             | Título                         | Duración |  |
| 12.             | «Face Down» (versión acústica) |          |  |
| 13.             | «Disconnected»                 | 2:55     |  |

## Posicionamiento en lista
| Lista (2006–07)                   | Posición |
| --------------------------------- | -------- |
| Nueva Zelanda (Recorded Music NZ) | 23       |
| US Billboard 200                  | 25       |
| US Top Rock Albums (Billboard)    | 8        |

## Personal
The Red Jumpsuit Apparatus
- Ronnie Winter - voz principal, guitarra acústica, piano
- Elias Reidy – guitarra principal, coros
- Duke Kitchens - guitarra rítmica
- Joey Westwood - bajo
- Jon Wilkes - batería, percusión